# Karangtalun (Banjarejo)
Karangtalun is een bestuurslaag in het regentschap Blora van de provincie Midden-Java, Indonesië. Karangtalun telt 2126 inwoners (volkstelling 2010).